# Тиран сірий
Тиран сірий (Tyrannus dominicensis) — вид горобцеподібних птахів родини тиранових (Tyrannidae). Мешкає переважно на Карибах.

## Опис

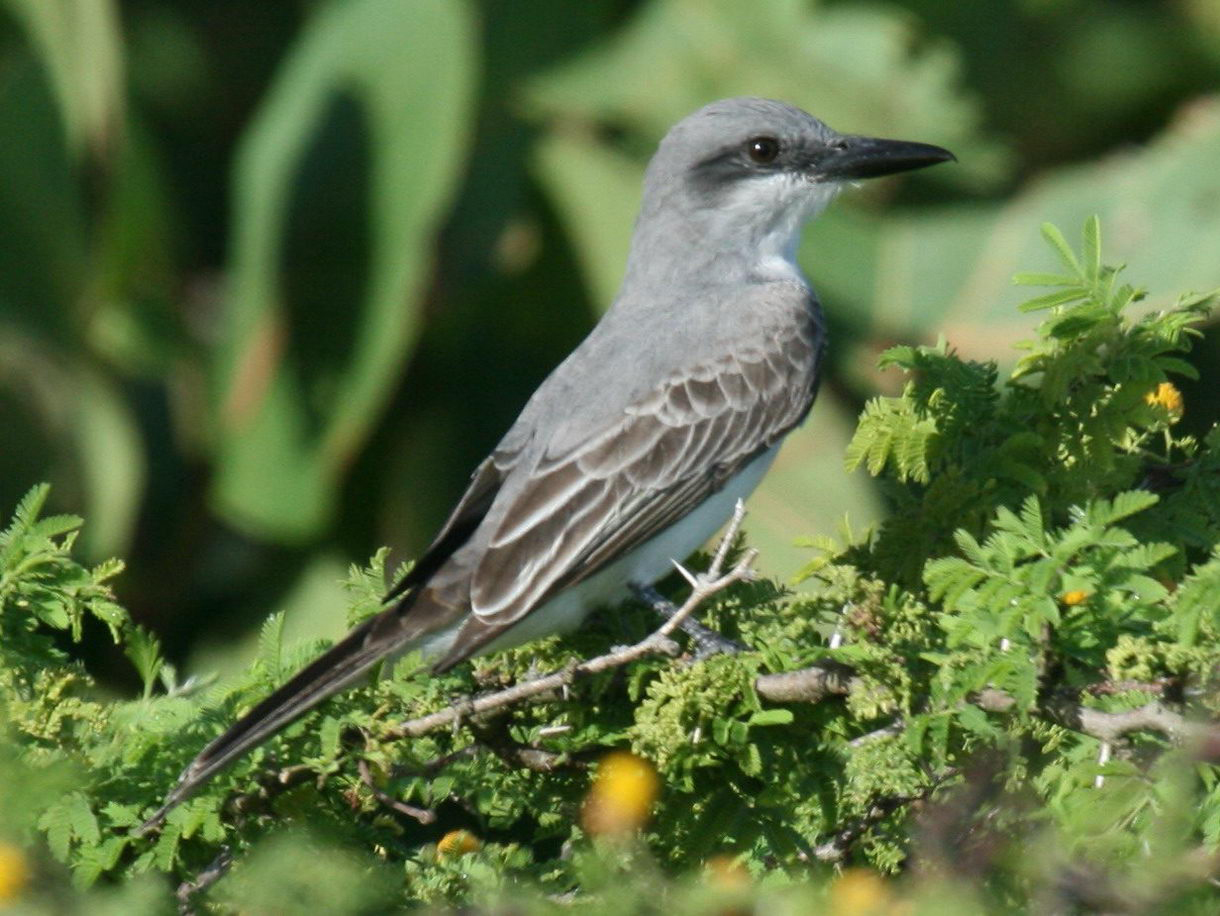
Сірий тиран (Пуерто-Рико)

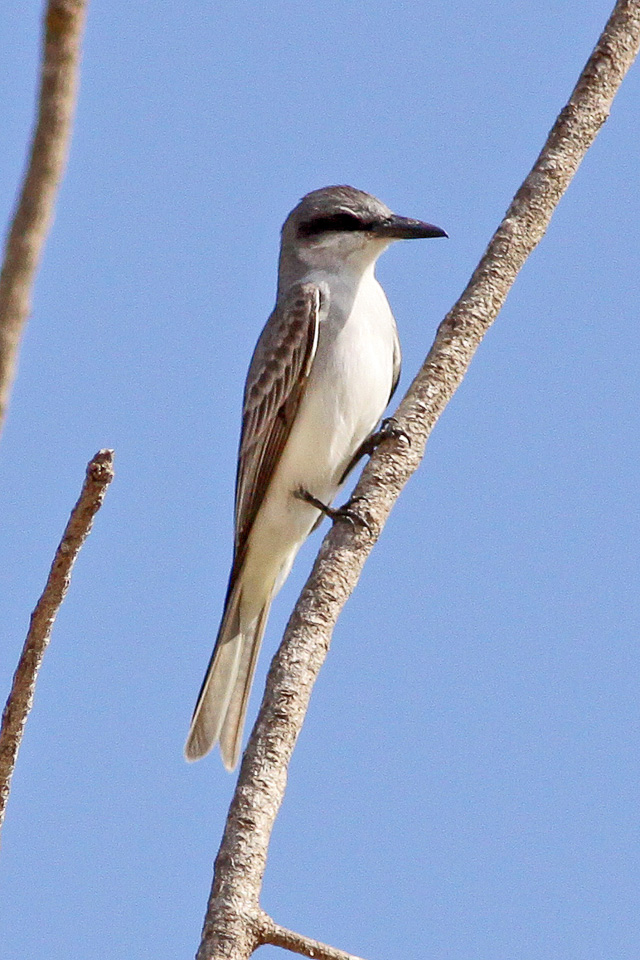
Сірий тиран (Домініканська республіка)

Довжина птаха становить 23 см, розмах крил 37-41 см, вага 37-52 г. Виду не притаманний статевий диморфізм. Верхня частина тіла сіра крила і хвіст коричнюваті. Нижня частина тіла біла, груди мають сірий відтінок. На обличчі темна "маска", на тімені малопомітна жовта смуга, прихована оточуючим пір'ям.  Стернові і махові пера чорні, на кінці білі. Дзьоб темний, міцний. У молодих птахів покривні пера крил, пера на надхвісті і хвості мають рудуваті края.

## Підвиди
Виділяють два підвиди:
- T. d. dominicensis (Gmelin, JF, 1788) — прибережні райони на південному сході США (від східної Луїзіани до Флориди, місцями на північ до Північної Кароліни), Багамські і Великі Антильські острови, північ центральної Венесуели, Тринідад і Тобаго, Підвітряні острови;
- T. d. vorax Vieillot, 1819 — Малі Антильські острови.

## Поширення і екологія
Сірі тирани гніздяться на Карибах, на південному сході Сполучених Штатів Америки та на півночі Венесуели. Популяції, що мешкають в США, на Багамських і Великих Антильських островах (за винятком Гаїті і Пуерто-Рико взимку мігрують на південь, до східної Панами, північної Колумбії, північної Венесуели, Гаяни, Суринаму і Французької Гвіани та до північної Бразилії, решта популяцій є переважно осілими або ведуть кочовий спосіб життя. Сірі тирани живуть в сухих тропічних лісах і чагарникових заростях, в мангрових лісах, на луках, полях, пасовищах, в парках і садах. Зустрічаються на висоті до 900 м над рівнем моря.

## Поведінка
Сірі тирани живляться комахами та іншими безхребетними, на яких вони чатують, сидячи на високо розташованій гілці, іноді доповнюють раціон ягодами і плодами. Гніздяться з квітня по липень з піком у травні. Гніздо чашоподібне, робиться з гілочок, трави і рослинних волокон, встелюється м'якою травою і корінцями, розміщується на дереві. В кладці 3-4 яйця. Сірі тирани аргесивно захищають свою територію навіть від птахів, більших за них самих, таких як каракари, неоарктичні канюки або інші хижі птахи.

## Збереження
МСОП класифікує цей вид як такий, що не потребує особливих заходів зі збереження. За оцінками дослідників, популяція сірих тиранів становить приблизно 670 тисяч птахів.